# كلارا تشيبمان نيوتن
كلارا تشيبمان نيوتن (بالإنجليزية: Clara Chipman Newton)‏ هي فنانة أمريكية، ولدت في 26 أكتوبر 1848 في دلفوس في الولايات المتحدة، وتوفيت في 8 ديسمبر 1936 في سينسيناتي في الولايات المتحدة بسبب مرض.